# Терапия (лечение)

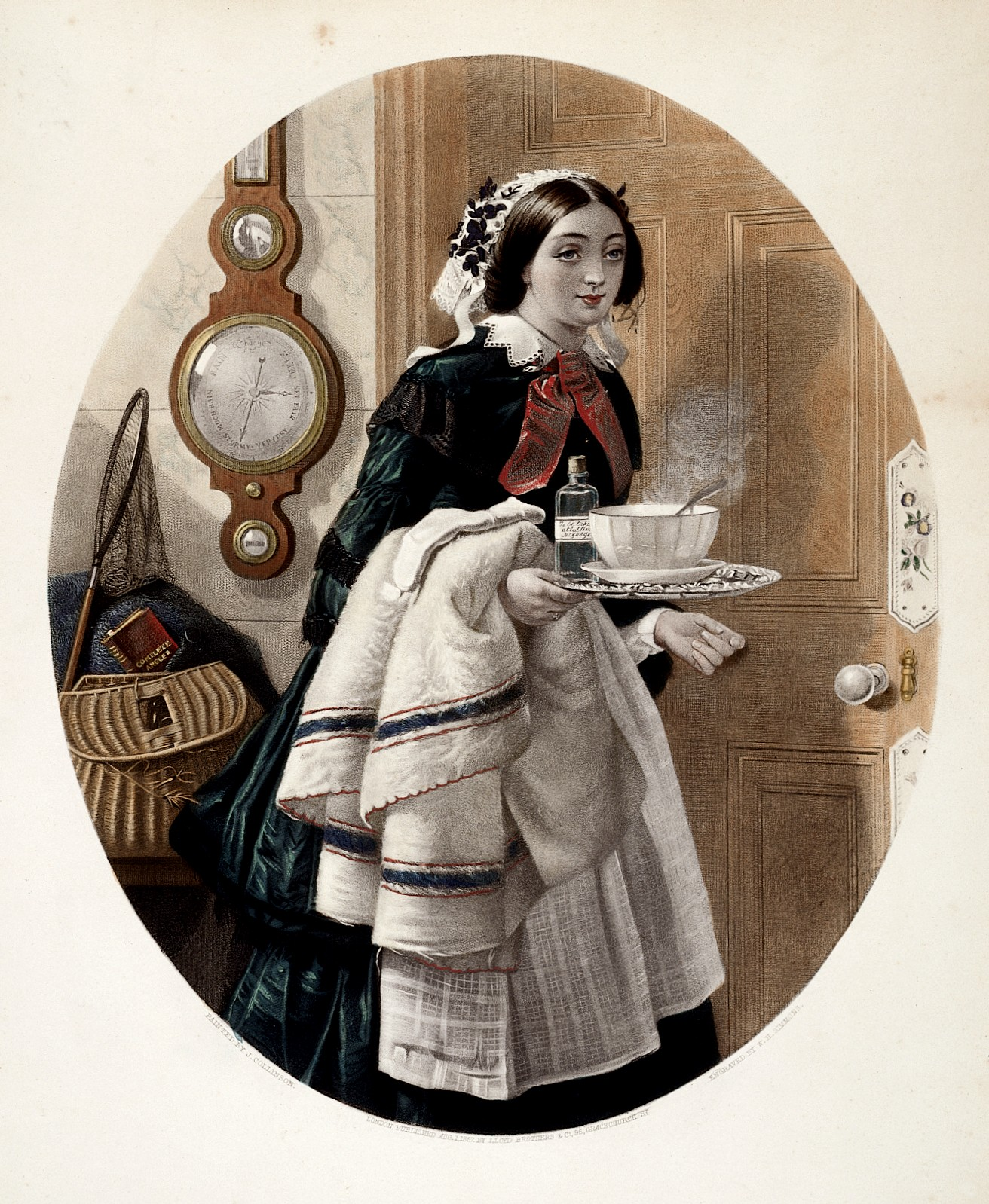
Служанка принесла лекарства и суп своему простуженному хозяину
Джеймс Коллинсон, литография, 1857

Терапи́я (др.-греч. θερᾰπεία «<врачебный> уход, лечение») — процесс, целью которого является устранение заболевания или травмы, патологического состояния или иного нарушения жизнедеятельности, нормализация нарушенных процессов жизнедеятельности, восстановление и улучшение здоровья.

## Терапевтические подходы
- Этиотропная терапия направлена на устранение причины заболевания (например, антибактериальная терапия при инфекционных болезнях).

- Патогенетическая терапия направлена на механизмы развития заболевания. Она применяется при невозможности этиотропной терапии (например, заместительная терапия инсулином при сахарном диабете в связи с недостаточной продукцией этого гормона поджелудочной железой и невозможностью, на современном уровне развития медицины, восстановить эту функцию).

- Симптоматическая (паллиативная) терапия применяется для устранения отдельных симптомов заболевания (например, применение анальгетиков при боли, жаропонижающих препаратов при «высокой температуре» и др.) Она может применяться в дополнение к этиотропной и патогенетической терапии.

Симптоматическая терапия при невозможности радикального излечения (терминальная стадия онкологического заболевания и др.) осуществляется в рамках спектра лечебно-социальных мероприятий, называемого паллиативной помощью.

## Консервативное лечение
Консервативное (нехирургическое) лечение (собственно, терапия) осуществляется химическими, физическими и биологическими методами.

### Химические и биологические методы
Химические и биологические методы являются основными консервативными способами воздействия на больной организм. К их числу относятся:
- фармакотерапия (включая химиотерапию)
- фитотерапия
- иммунотерапия

и другие, более редкие, методы.

### Физические методы
К физическим консервативным методам лечения относятся физиотерапия, массаж и лечебная физкультура, гидротерапия. В большинстве случаев эти методы являются вспомогательными. Физические методы также включают в себя воздействия на организм с помощью электромагнитных и звуковых излучений:
- радиотерапия
- УВЧ-терапия
- магнитотерапия
- лекарственный электрофорез
- лазеротерапия

## Хирургическое лечение
Хирургическое лечение формально выходит за рамки внутренней медицины (терапии). Применяется в случае невозможности или низкой эффективности консервативного лечения.
Хирургическое вмешательство — это частный случай лечения (терапии), который должен применяться тогда, когда это необходимо с точки зрения терапевтической программы.